# Tomoyoshi Tsurumi
Tomoyoshi Tsurumi (鶴見 智美 Tsurumi Tomoyoshi?, nacido el 12 de octubre de 1979 en Yamanashi) es un exfutbolista japonés. Jugaba de centrocampista y su último club fue el Ventforet Kofu de Japón.

## Trayectoria

### Clubes
| Club            | País  | Año       |
| --------------- | ----- | --------- |
| Ventforet Kofu  | Japón | 2002      |
| Shimizu S-Pulse | Japón | 2003-2005 |
| Cerezo Osaka    | Japón | 2005      |
| Ventforet Kofu  | Japón | 2006-2008 |